# Dixa intrudens
Dixa intrudens är en tvåvingeart som beskrevs av Tarwid 1938. Dixa intrudens ingår i släktet Dixa och familjen u-myggor.
Artens utbredningsområde är Polen. Inga underarter finns listade i Catalogue of Life.